# Stegocephalus ampulla
Stegocephalus ampulla is een vlokreeftensoort uit de familie van de Stegocephalidae. De wetenschappelijke naam van de soort is voor het eerst geldig gepubliceerd in 1774 door Phipps.